# 10 (album de LL Cool J)
Pour les articles homonymes, voir Dix (homonymie).
Albums de LL Cool J
GOAT
(2000) The DEFinition
(2004)
Singles
1. Luv U Better
Sortie : 19 septembre 2002
2. Paradise
Sortie : 14 janvier 2003
3. Amazin'
Sortie : 8 avril 2003

10 est le neuvième album studio de LL Cool J, sorti le 15 octobre 2002.
L'album s'est classé 1er au Top R&B/Hip-Hop Albums et 2e au Billboard 200 et a été certifié disque d'or par la Recording Industry Association of America (RIAA) le 30 juin 2004.

## Liste des titres
| No  | Titre                                              | Contient un (des) sample(s) de                                         | Durée |
| --- | -------------------------------------------------- | ---------------------------------------------------------------------- | ----- |
| 1.  | Intro                                              |                                                                        | 1:04  |
| 2.  | Born to Love You (featuring Kandice Love)          |                                                                        | 3:42  |
| 3.  | Luv U Better (featuring Pharrell et Marc Dorsey)   |                                                                        | 4:47  |
| 4.  | Paradise (featuring Amerie)                        | Risin' to the Top de Keni Burke All Night Long (Waterbed) de Kevie Kev | 4:35  |
| 5.  | Fa Ha                                              | Rich Girl de Hall & Oates                                              | 4:55  |
| 6.  | Niggy Nuts (featuring Pharrell)                    |                                                                        | 3:40  |
| 7.  | Amazin' (featuring Kandice Love)                   |                                                                        | 3:58  |
| 8.  | Clockin' G's (featuring Pharrell)                  |                                                                        | 4:08  |
| 9.  | Lollipop                                           |                                                                        | 4:45  |
| 10. | After School (featuring P. Diddy)                  | It Takes Two de Rob Base & DJ E-Z Rock                                 | 4:39  |
| 11. | Throw Ya L's Up                                    |                                                                        | 3:52  |
| 12. | U Should (featuring Marc Dorsey)                   |                                                                        | 4:20  |
| 13. | 10 Million Stars                                   | I Sing the Body Electric (Extrait de la bande originale du film Fame)  | 4:01  |
| 14. | Mirror Mirror                                      |                                                                        | 4:26  |
| 15. | Big Mama (Unconditional Love) (featuring Dru Hill) | Sadie des Spinners                                                     | 5:34  |